# Shahrizor
Shahrizor (en kurdo: Şehrezûr; en árabe: شهرزور) es una llanura entre Suleimania y Darbandikhan, situada en la parte sureste del Kurdistán iraquí en la parte norte de Irak. El nombre Shahrazur es probable que deriva de dos palabras iraníes: sha (rey) y razur (bosque), de ahí que sharazur significa bosque Real. Herzfeld se basa en el hecho de que en las fuentes clásicas el nombre se escribe con una inicial / s / en lugar. / sh /, y sugirie "bosque blanco", que se conecta con las leyendas avésticas.